# Équipe de Corée du Sud féminine de hockey sur glace
Cet article traite de l'équipe féminine. Pour l'équipe masculine, voir Équipe de Corée du Sud de hockey sur glace.
L'équipe de Corée du Sud féminine de hockey sur glace est la sélection nationale de Corée du Sud regroupant les meilleures joueuses sud-coréennes de hockey sur glace féminin lors des compétitions internationales. Elle est sous la tutelle de la fédération de Corée du Sud de hockey sur glace. La Corée du Sud est classée 17e sur 42 équipes au classement IIHF 2021 .

## Résultats

### Jeux olympiques
- 1998-2010 — Ne participe pas
- 2014 — Non qualifié
- 2018 — Qualification d’office (pays hôte) - Huitième

Lors des Jeux Olympiques de Pyeongchang, qui se sont déroulés en Corée du Sud, l'équipe de hockey féminine a participé au tournoi au sein d'une équipe unifiée avec la Corée du Nord. C'est la première fois qu'une équipe unifiée entre deux pays est autorisée à participer aux jeux par le CIO.
- 2022 —  Non qualifié

### Championnats du monde
- 1990-2003 — Ne participe pas
- 2004 — Vingt-septième (6e de Division III)
- 2005 — Vingt-septième (1er de Division IV)
- 2007 — Vingt-sixième (5e de Division III)
- 2008 — Vingt-septième (6e de Division III)
- 2009 — Division IV annulée
- 2011 — Vingt-septième (2e de Division IV)
- 2012 — Vingt-neuvième (3e de Division IIB)
- 2013 — Vingt-septième (1er de Division IIB)
- 2014 — Vingt-troisième (3e de Division IIA)
- 2015 — Vingt-troisième (3e de Division IIA)
- 2016 — Vingt-deuxième (2e de Division IIA)
- 2017 — Vingt-et-unième (1er de Division IIA)
- 2018 — Dix-septième (2e de Division IB)
- 2019 — Dix-huitième (2e de Division IB)
- 2020 — Pas de compétition en raison de la pandémie de coronavirus[4]
- 2021 — Pas de compétition en raison de la pandémie de coronavirus [5].
- 2022 — Vingtième (5e de Division IB)

Note :  Promue ;  Reléguée

### Jeux asiatiques d'hiver
- 1996 — Ne participe pas
- 1999 — Quatrième
- 2003 — Cinquième
- 2007 — Cinquième
- 2011 — Cinquième
- 2017 —  Médaille de bronze

### Challenge d'Asie
- 2010 — Ne participe pas
- 2011 —  Troisième
- 2012 — Quatrième
- 2014 —  Troisième
- 2015-2017 — Ne participe pas

## Classement mondial
| Année | Rang       | Points     | Progression |
| ----- | ---------- | ---------- | ----------- |
| 2003  | Non classé | Non classé | Non classé  |
| 2004  | 27         | 600        | -           |
| 2005  | 28         | 790        | -1          |
| 2006  | 26         | 750        | +2          |
| 2007  | 26         | 1 070      | ±0          |
| 2008  | 26         | 1 215      | ±0          |
| 2009  | 27         | 760        | -1          |
| 2010  | 28         | 455        | -1          |
| 2011  | 28         | 730        | ±0          |
| 2012  | 26         | 995        | +2          |

| Année      | Rang | Points | Progression |
| ---------- | ---- | ------ | ----------- |
| 2013       | 28   | 1 310  | -2          |
| Fév. 2014  | 24   | 1 515  | +4          |
| Avril 2014 | 24   | 2 195  | ±0          |
| 2015       | 23   | 2 110  | +1          |
| 2016       | 23   | 2 020  | ±0          |
| 2017       | 22   | 1 915  | +1          |
| Fév. 2018  | 17   | 2 755  | +5          |
| Avril 2018 | 16   | 2 880  | +1          |
| 2019       | 16   | 2 680  | ±0          |
| 2020       | 16   | 2 455  | ±0          |
| 2021       | 17   | 2 535  | -1          |

## Équipe moins de 18 ans

### Championnat du monde moins de 18 ans
- 2008-2019 — Ne participe pas
- 2020 — 4e de Division IB
- 2021 — Pas de compétition en raison de la pandémie de coronavirus